# Siv Bråten
Siv Bråten Lunde (31 de diciembre de 1960) es una deportista noruega que compitió en biatlón. Ganó cinco medallas en el Campeonato Mundial de Biatlón entre los años 1984 y 1987.

## Palmarés internacional
| Campeonato Mundial | Campeonato Mundial  | Campeonato Mundial | Campeonato Mundial |
| Año                | Lugar               | Medalla            | Prueba             |
| ------------------ | ------------------- | ------------------ | ------------------ |
| 1984               | Chamonix (Francia)  | Medalla de plata   | Relevos            |
| 1985               | Egg am Etzl (Suiza) | Medalla de plata   | Relevos            |
| 1986               | Falun (Suecia)      | Medalla de plata   | Individual         |
| 1986               | Falun (Suecia)      | Medalla de bronce  | Relevos            |
| 1987               | Lahti (Finlandia)   | Medalla de bronce  | Relevos            |